# Robert Muthmann
Robert Muthmann (* 10. Mai 1922 in Barmen; † 23. März 2017 in Salzweg) war ein deutscher Politiker und von 1964 bis 1972  Landrat des Landkreises Wegscheid in Niederbayern.
Muthmann studierte erfolgreich Jura. Für zwölf Jahre war er bis zur bayerischen Gebietsreform als der letzte Landrat des Landkreises Wegscheid tätig. Ab 1972 praktizierte er als Rechtsanwalt in Passau. 1983 begann er mit dem Verfassen von Büchern in Genres wie Lyrik, Aphorismen, Essays und Kunstbüchern.
Robert Muthmann war der Vater des bayerischen Landtagsabgeordneten Alexander Muthmann.